# Ouled Sidi Hmed ou Moussa
Les Oulad Sidi Ahmed ou Moussa sont une confrérie traditionnelle d'acrobates marocains soussis célèbres pour leurs figures acrobatiques, affiliés au célèbre saint du sud du Maroc : Sidi Ahmed Ou Moussa.

## Histoire
Descendants du célèbre saint Sidi Ahmed ou Moussa, voie mystique du soufisme dans la région du Souss au sud-ouest du Maroc entre le 15e et 16e siècle, les Ouled Sidi Ahmed ou Moussa affirment tenir ce don d'acrobatie, dont ils font leur métier au XIXe siècle, de leur ancêtre éponyme.
Se considérant comme les descendants directs du saint Sidi Ahmed ou Moussa, les acrobates d'Oulad Sidi Ahmed ou Moussa maintiennent ainsi vivant - au même titre que les adeptes des autres confréries marocaines, les Derqawa, les Jilala, les Aissaoua, les Hmadsha, entre autres- le lien qui les unit historiquement et spirituellement à de profondes traditions mystiques.

## Don mystique
En se réclamant de ce fameux saint à qui ils attribuent tous leurs exploits, les acrobates marocains signifient qu'ils ont reçu leur force spirituelle et leur performance artistique de lui. Un don mystique qu'ils désignent par le terme "baraka".
La baraka marocaine représente une puissance divine, une force mystique présente dans les mots, les choses et les êtres. Elle symbolise la manifestation du divin dans le monde et l'existence, sous la forme de dons accordés à certains individus exemplaires. L'art maitrisé des acrobates marocains est donc la manifestation de cette baraka héritée du saint fondateur, et que lui-même aurait reçue de Dieu.
C'est pourquoi, avant d’exécuter leurs sauts et leurs pyramides humaines, les acrobates invoquent la protection de leur saint patron - "Yaaa Sidi Ahmed ou Moussa" ou "Aaaa baraka-t Sidi Ahmed ou Moussa"- pour que leurs représentations sur les places publiques, villages et marchés, soient porteuses, par-delà la réussite esthétique, d'une bénédiction divine.

## Apprentissage
Au début du siècle dernier, la pratique et la transmission de cet art étaient une affaire familiale. Les parents enseignaient les rudiments de l'art acrobatique à leurs enfants qui, durant des générations travaillaient ensemble. Cela rappelle le genre de transmission de rituels mystiques dans le Maroc, en l'occurrence, dans lesquels lien spirituel et filiation généalogique se croisent.
Dans leur double cheminement mystique et artistique, ils sont amenés, dès leur plus jeune âge, à vivre selon des règles de vies strictes qui rappellent, à plusieurs égards, l'initiation soufie : renoncement, effort, et soumission au maître-enseignant, notamment.

## Artistique
Célèbres pour leurs figures humaines, les Oulad Ahmed Ou Moussa sont d'habiles acrobates qui s'illustrent lors de spectacles traditionnels composés de danses, de sauts, puis de pyramides humaines, rythmés par une musique spécifique, et des acrobates en costume traditionnel, rouge et vert en satin brodé.
Parmi leurs constructions, la Pyramide ou Borj dans laquelle il y a autant de niveaux que d'éléments à la base ou encore la Porte, Tiflout, un mur plan constitué de colonnes, avec les petits acrobates suspendus par les bras entre chaque colonne; l'Écartement, Ibbjaken, mur plan qui peut être très long puisque constitué de tous les acrobates, les éléments du deuxième niveau debout sur les cuisses de ceux du premier niveau dont les jambes sont fléchies et écartées.

## International
Déjà au début du 19e siècle, certains groupes d'acrobates marocains présentaient leur spectacle d'acrobaties et de pyramides devant le public américain, dans les années 1820, ces acrobates marocains sont partis travailler dans les cirques aux États-Unis ou encore comme en témoigne la gravure "The Bedouin Arabs, a circus act", datant de 1838.
Plus tard, en 1852, le roi du cirque allemand, Ernest Renz, présentait, pour la première fois, les acrobates marocains aux spectateurs allemands. Cette célébrité historique et l'originalité de ces acrobaties font que, de nos jours encore, on exécute dans le monde entier des sauts inspirés de cette vieille tradition d'acrobatie, comme l'"arabski" et l'"araberbogen".